# Підземелля драконів 3: Книга заклять
«Підземелля драконів: Книга заклять» (англ. Dungeons & Dragons: The Book of Vile Darkness) — фантастичний бойовик 2012 року, режисера Джеррі Лайвлі. Сиквел фільмів «Підземелля драконів» та «Підземелля драконів 2: Джерело могутності».
Світова прем'єра фільму відбулася 17 вересня 2012 року. Рейтинг MPAA — PG-13.

## Сюжет
2000 років тому могутній чаклун Нагрул, що вселяв у людські серця страх і відчай перед лицем смерті продав свою душу Демону, щоб його повний ненависті дух вижив, коли тіло помре. У болісному ритуалі, вірні слуги зробили зі шкіри мага сторінки, з роздроблених кісток зробили обкладинку, а його мертвою кров'ю написали Книгу Заклинань. Будь-який, хто прочитав її або втрачав розум, або, засліплений темними знаннями, вставав на бік Зла. Стрімко зростаюча армія темряви підкорювала все нові й нові території, слідуючи повчанням свого господаря, сіючи хаос і руйнування.
На боротьбу зі Злом став Орден Лицарів Нового Сонця. Чистота їхніх сердець була так велика, що Пелор — бог світла — дарував їм могутні амулети, з допомогою яких воїнам вдалося розбити величезну армію ворога. Але вірні служителі Нагрула встигли заховати книгу, і ніхто з ордену не міг знайти її. Поступово пошуки припинилися; запанував мир швидко стер в пам'яті людей темні часи, але слуги Нагрула тільки й чекали слушного моменту...

## В ролях
| Актор                | Роль      |
| -------------------- | --------- |
| Ентоні Гауелл        | Ранфін    |
| Бо Брасі             | Банбаріан |
| Елеанор Гекс         | Акордія   |
| Джеймс Роулінгс      | Барбаріан |
| Джек Дерджс          | Грейсон   |
| Остін Нолті          | Барбаріан |
| Хабіб Назір Гейдер   | Вімак     |
| Адам Сіблі           | Барбаріан |
| Майкл Патрік Роджерс |           |